# Google Developers Live
Google Developers Live è una live streaming per gli sviluppatori e gli sviluppatori Google su molte delle piattaforme Google. Attraverso l'uso di video in streaming e Google+, è organizzato da Google in tutto il mondo. Google Developers Live offre argomenti molto tecnici e approfonditi, incentrati sulla creazione di applicazioni web, mobili e aziendali con Google e tecnologie web open source come Android, HTML5, Chrome, Chrome OS, Google Web Toolkit, App Engine, Cloud, Google Maps, YouTube e molto altro e offre ai partecipanti un'eccellente opportunità di conoscere i prodotti Google per sviluppatori e di incontrare gli ingegneri che ci lavorano.